# テミス族
テミス族 (Themis Asteroid Family) は小惑星帯（メインベルト）の中でも外縁部に位置する小惑星族で、平山清次が発見した平山族のひとつ。太陽からの平均距離3.13天文単位付近に密集している。
多数の小惑星を含むかなり境界がはっきりしたコアと、少数の小惑星を含む周辺領域からなる。コアグループにはこの小惑星族の名前の由来であるテミスも含まれる。
テミス族の小惑星はほとんどが下記の範囲にある。
|      | ap      | ep   | ip |
| ---- | ------- | ---- | -- |
| 最小 | 3.08 AU | 0.09 | 0° |
| 最大 | 3.24 AU | 0.22 | 3° |

テミス族は最大級の小惑星族であり、最も早く見つけられた小惑星族の一つである。そして炭素質コンドライトが主成分だと考えられているC型小惑星で構成されている。2005年の時点でテミス族の小惑星はおよそ535個が知られている。有名なところでは下記のようなものが挙げられる。
- (24) テミス
- (62) エラト
- (90) アンティオペ
- (104) クリメネ
- (171) オフィーリア
- (468) リーナ
- (526) イエナ
- (846) リッペルタ
- (7968) エルスト・ピサロ彗星 - 彗星・小惑星遷移天体
- (118401) LINEAR - 彗星・小惑星遷移天体
- (300163) 2006 VW139 - 彗星・小惑星遷移天体